# Pantelejmon (Luhovyj)
Pantelejmon (světským jménem: Mychajlo Vasyljovyč Luhovyj; * 11. května 1967, Kopanky) je ukrajinský duchovní Ukrajinské pravoslavné církve Moskevského patriarchátu, arcibiskup a metropolita umaňský a zvenyhorodský.

## Život
Narodil se 11. května 1967 ve vesnici Kopanky Ivanofrankivské oblasti.
Po střední škole v Kaluši nastoupil na pedagogickou fakultu Státního pedagogického institutu v Ivano-Frankivsku.
Po povinné vojenské službě nastoupil jako poslušník Hošivského monastýru. Monastýr opustil kvůli zájmu o řeckokatolickou církev.
Roku 1990 nastoupil na Kyjevský duchovní seminář a roku 1993 na Kyjevskou duchovní akademii. Stal se přednášejícím semináře a starším asistentem inspektora akademie.
Dne 21. září 1996 jej biskup kryvorižský a nykopilský Jefrem (Kycaj) rukopoložil na diákona a 9. listopadu 1996 metropolita kyjevský a celé Ukrajiny Volodymyr (Sabodan) na jereje.
Dne 20. března 1997 byl postřižen na monacha se jménem Pantelejmon na počest svatého Pantelejmona. Dne 9. července stejného roku byl povýšen na igumena a roku 1999 na archimandritu.
Působil jako sekretář akademické rady Kyjevské duchovní akademie.
Dne 18. října 2007 jej Svatý synod Ukrajinské pravoslavné církve zvolil biskupem ivano-frankivským a kolomyjským. O den později proběhla jeho biskupská chirotonie. Hlavním světitelem byl metropolita kyjevský a celé Ukrajiny Volodymyr (Sabodan).
Dne 28. srpna 2014 byl povýšen na arcibiskupa.
Dne 23. prosince 2014 byl převeden na šepetivskou katedru a 29. ledna 2016 na umaňskou katedru.
Dne 17. srpna 2018 byl povýšen na metropolitu.